# Lycosa tarantuloides
Lycosa tarantuloides là một loài nhện trong họ Lycosidae.
Loài này thuộc chi Lycosa. Lycosa tarantuloides được Josef Anton Maximilian Perty miêu tả năm 1833.